# That Winter, the Wind Blows
Geu gyeo-ul, baram-i bunda (en coréen : 그 겨울, 바람이 분다, titre international That Winter, The Wind Blows) est une série télévisée sud-coréenne diffusée en 2013 sur SBS.

## Acteurs et personnages
- Jo In-sung : Oh Soo
- Song Hye-kyo : Oh Young
- Kim Bum : Park Jin-sung
- Jung Eun-ji : Moon Hee-sun
- Bae Jong-ok : Wang Hye-ji
- Kim Tae-woo : Jo Moo-chul
- Kim Kyu-cheol : Jang Sung
- Kim Young-hoon : Lee Myung-ho
- Im Se-mi : Son Mi-ra
- Choi Seung-kyung : Shim Joong-tae
- Han Jung-hyun : Kim Jung-hyun
- Jung Kyung-soon : Jo Sun-hee
- Kim Jong-hyun
- Go In-beom
- Seo Hyo-rim : Jin So-ra
- Lee Jae-woo : Oh Soo
- Kyung Soo-jin : Moon Hee-joo
- Yoo Gun : Jung-woo

## Diffusion internationale
- SBS
- ONE TV ASIA
- TVB / Drama 1
- GTV
- ABS-CBN